# Robin Hood – Die Legende von Sherwood
Robin Hood – Die Legende von Sherwood ist ein Echtzeit-Taktikspiel, das von Spellbound Entertainment entwickelt und von Wanadoo Edition erstmals am 15. November 2002 für Windows veröffentlicht wurde.

## Handlung
Robin Hood – Die Legende von Sherwood handelt vom Krieg um die Herrschaft um England im Mittelalter. Der rechtmäßige König Richard wurde verschleppt, und die Städte Englands werden nun vom Sheriff von Nottingham und Prinz John, dem Bruder Richards, kontrolliert und deren Bewohner unterdrückt und finanziell ausgenutzt. Nach Robin und seinen Gefährten wird verbittert gesucht, er selbst wird sogar als vogelfrei erklärt. Ziel des Spielers ist es nun, in die Rolle Robins zu schlüpfen und Kameraden um sich zu sammeln, das Lösegeld Richards durch das Bewältigen verschiedener kniffliger Missionen zusammenzusammeln, den Sheriff und seine Handlanger, z. B. Sir Longchamp, zu töten, die treuen Gefolgsleute Richards, z. B. Sir Godwin, aus seiner Gewalt zu befreien und Prinz John dazu zu bringen, wieder seinem rechtmäßigen König zu dienen. Robin muss sich mit den Armeen Sir Godwins und Ranulphs verbünden, die betroffenen englischen Städte erobern und vor neuen Angriffen verteidigen und so die Streitmacht des Prinzen schwächen und den Bürgern Englands das Geld zurückgeben, das er ihnen gestohlen hat.

## Spielprinzip
Das Spielprinzip ähnelt der Commandos-Reihe und Desperados: Wanted Dead or Alive, dem Quasi-Vorgänger des Spiels, spielt jedoch im Mittelalter. Der Spieler steuert neben der Hauptfigur Robin Hood auch noch Lady Marian, Little John, Bruder Tuck, Will Scarlet, Stuteley sowie drei einfache Kameraden, die vielfach vorkommen und immer mehr werden. Dabei hat er meistens zwei Spielvorgehensweisen zur Auswahl, entweder die Fähigkeiten aller sechs Charaktere geschickt zu kombinieren oder drauflos zu prügeln. Eine Besonderheit besteht darin, dass der Spielablauf im Gegensatz zu Spielen desselben Genres nicht linear verläuft. Der Spieler hat somit während der Einzelspielerkampagne manchmal die Möglichkeit, die als nächste ablaufende Mission selbst zu wählen, wobei der Handlungsverlauf jedoch stringent verläuft und die nichtlinearen Anteile vor allem in vier Minimissionen, die sich im Laufe des Spieles kaum verändern, zu finden sind.
Die Handlung spielt in fünf verschiedenen Städten der damaligen Zeit (Nottingham, York, Derby, Lincoln, Leicester) sowie an vier Stellen im Sherwood Forest (Dorf, Straße, Fluss, Robins Lager im Wald von Sherwood).

### Die Hauptpersonen
Robin Hood
Robin ist die Hauptperson des Spiels. Er besitzt mittelmäßige Fähigkeiten im Schwertkampf und ist im Bogenschießen nahezu unbesiegbar. Bei den Missionen im Sherwood Forest ist er stärker im Nahkampf, da er dort kein Schwert bei sich hat, sondern einen Stab, mit dem er besser kämpft. Dadurch kann er im Nahkampf nur selten Gegner töten, schlägt sie aber meist k.o.
Robin kann außerdem Gegner ablenken, indem er einen Geldbeutel zwischen sie wirft, um den sie sich dann streiten. Er kann einen Gegner oder auch Steuereintreiber und reiche Bürger k.o. schlagen und bewusstlose oder tote Soldaten berauben.
Will Scarlet
Robins Neffe ist mit seinem Morgenstern ausgerüstet, äußerst brutal, ein guter Nahkämpfer, besitzt die Fähigkeit, bewusstlosen Gegnern den Gnadenstoß zu geben und Gegner von hinten zu erwürgen. Mit seiner Steinschleuder kann er Gegner betäuben. Zudem kann Will sich und seine Kameraden mit einem Schild vor Bogen- und Armbrustschützen verteidigen. Will eignet sich besonders gut zum Kampf gegen Ritter oder gepanzerte Reiter.
Lady Marian
Robins Geliebte ist eine durchschnittliche Bogenschützin und Schwertkämpferin. Sie kann verwundete Kameraden mit Kräutern heilen und ihre Gegner belauschen. Zudem besitzt sie wie Robin die Fähigkeit, bewusstlose oder tote Soldaten zu bestehlen.
Bruder Tuck
Der Mönch ist ein guter Freund Robins und Marians. Das Kämpfen ist nicht seine Stärke, dafür kann er mit Wespennestern werfen, um Gegner abzulenken, und er kann Soldaten dazu bringen, sich mit Bier zu betrinken, was deren Sichtfeld reduziert und zudem bewirkt, dass auch jene Einheiten sich um von Robin geworfenes Geld streiten, welche sonst nicht darauf reagieren (z. B. Offiziere). Bruder Tuck kann zu seiner eigenen Heilung eine Lammkeule essen. Er kann außerdem bewusstlose Soldaten fesseln und einige verschlossene Türen öffnen. Seine Waffe ist eine kleine Axt.
Little John
Little John ist gut geeignet, um auch stärkere Soldaten k.o. zu schlagen (nur keine Reiter). Er kann mit einer Räuberleiter seinen Freunden auf höher gelegene Ebenen helfen oder pfeifen, um Soldaten beispielsweise in einen Hinterhalt zu locken. Außerdem kann er bewusstlose oder tote Gegner herumtragen, um diese beispielsweise in Häusern zu verstecken. Er ist der stärkste und größte von Robin Hoods Freunden und kämpft mit einem Stab. Mit diesem ist er in der Lage, mit Hilfe eines Rundschlags auch größere Gegnergruppen außer Gefecht zu setzen.
Stuteley
Stuteley ist ein treuer Kamerad Robins. Auch er eignet sich nicht besonders zum Kämpfen, da er nur eine Axt besitzt. jedoch kann er einige verschlossene Türen öffnen oder seine Gegner mit Fangnetzen einsperren. Er kann mit Äpfeln auf Feinde werfen, um diese damit anzulocken, beispielsweise aus einer Gruppe Soldaten heraus, oder bewusstlose Soldaten fesseln.

### Andere Kameraden Robins
Neben den Hauptpersonen gibt es auch drei Typen von einfachen Soldaten in Robins Truppe:
- Kamerad mit Mistgabel und orange-grüner Kleidung

Er kann wie Lady Marian seine Freunde heilen und wie Will Scarlet seinen Feinden den Gnadenstoß geben. Außerdem kann er mit Äpfeln werfen und ist, wie auch Little John, geeignet, ganze Gruppen von Soldaten, oder aber Reiter zu beseitigen. Zusätzlich kann er, wie auch Bruder Tuck oder Stuteley, verschlossene Türen aufschließen.
- Kamerad mit dunkelblau-oranger Kleidung und Schild

Dieser Soldat kann sich mit seinem Schild wie Will Scarlet vor Fernangriffen schützen, mit dem Schwert kämpfen und Gegner fesseln. Er ist ein Amateur-Bogenschütze. Eine bekannte Person dieses Types ist Much Miller.
- Kamerad mit grüner Kleidung und Keule

Dieser Kamerad ist eine Mischung aus Little John und Bruder Tuck. Er kämpft mit seiner Holzkeule ähnlich wie Little John und kann zur eigenen Heilung eine Lammkeule essen wie Bruder Tuck sowie bewusstlose Gegner umhertragen und pfeifen.

### Das Lager im Wald von Sherwood
Robin lebt während des Krieges um die Herrschaft in England mit seinen Kameraden in einem kleinen Lager auf einer Lichtung in Sherwood. Hier hat der Spieler die Möglichkeit, Waffen (z. B. Pfeile, Steinbruch), Waren (z. B. Lammkeulen, Bier) oder andere Dinge für den Bedarf in den Missionen (z. B. Heilkräuter, Netze, Wespennester, Geldbeutel) selbst zu produzieren, verwundete Soldaten zu heilen, für den Kampf zu trainieren (Kampftrainer, Schießscheiben) und sich auf folgende Missionen vorzubereiten. Um etwas selbst produzieren zu können, schickt der Spieler eine beliebige Spielfigur zu einem der jeweiligen Produktionsorte. Wer nun wo arbeitet, erkennt man an einem Symbol über dem Kopf. Nach dem Absolvieren einer weiteren Mission stehen neue Güter zur Verfügung. Je mehr Kameraden an einer Produktion arbeiten, desto mehr Nachschub erhält man im Anschluss.
Durch das Lager fließt außerdem ein Fluss. Möchte der Spieler eine neue Mission starten, so klickt er auf die Karte in der rechten oberen Bildschirmecke. Auf dem nun erschienenen Plan kann zwischen einigen Missionen gewählt werden. Ist das geschehen, können bis zu fünf beliebige Charaktere auf die Mission geschickt werden. Der Spieler wählt dazu einfach eine Person aus und schickt sie auf die andere Flussseite. Welche Charaktere ausgewählt sind, erkennt er an der Anzeige am oberen Bildschirmrand. Hier wird auch gezeigt, welche Personen auf jeden Fall dabei sein müssen oder welche Aktionen mindestens einer von ihnen ausführen können muss. Hat der Spieler seine Charaktere gewählt, wird die Mission mit dem grünen Button rechts im Bildschirm gestartet.

### Die Soldaten des Sheriffs
Folgende Einheiten stehen unter dem Militärbefehl des Sheriffs, Scathlocks, Gisbornes, Longshamps und Prinz Johns (Hinweis: die Angaben über die Stärke sind auch von der Stufe des Soldaten abhängig):
Lanzenträger
Dies sind die schwächsten Soldaten. Die nur mit einem einfachen Speer bewaffneten Einheiten sind mit einem einzigen gut platzierten Schwerthieb ausgeschaltet.
Hellebardenträger
Auch sie sind mit wenigen starken Hieben leicht zu besiegen. Allerdings erzeugen sie bei einem Angriff durch ihre stärkere Waffe einen größeren Schaden als Lanzenträger; man kann ihren Hieben kaum ausweichen. Sie nehmen auch kein von Robin Hood geworfenes Geld auf.
Schwertkämpfer
Durch ihren Schild sind sie gut geschützt und können daher meist nur aus größerer Entfernung, von hinten oder von oben erschossen werden. Im Nahkampf sind sie zwar besser, jedoch auch ohne große Probleme auszuschalten. Gerade in Verbindung mit Bogenschützen, welche sich geschützt durch die Schilde hinter ihnen aufstellen und schießen, stellen sie eine Gefahr für die Gesundheit Robins und seiner Kameraden dar.
Bogenschützen
Trotz äußerst weniger Gesundheitspunkte darf man sie nicht unterschätzen. In Kombination mit Soldaten mit Schild sind sie gefährlich. Wenn eine Figur angegriffen wird, sich im Nahkampf schlagen muss und sie aus der zweiten Reihe schießen, sollte der Spieler sich vorsehen. Bei einem Treffer werden der getroffenen Spielfigur 10 Gesundheitspunkte abgezogen.
Armbrustschützen
Der Spieler sollte auf sie noch mehr als auf die Bogenschützen achten. Ein Treffer kostet 20 Gesundheitspunkte.
Offiziere
Sie sind gute Nahkämpfer und befehligen alle bisher genannten Einheitentypen. Deshalb sollten sie nach Möglichkeit immer zuerst erschossen werden. Trotzdem sind sie nicht die stärksten feindlichen Soldaten. Sie nehmen kein geworfenes Geld auf.
Ritter
Mit ihm liefert man sich meist ein schweres Duell. Er pariert die meisten Schläge und zieht mit einem Gegenangriff oft 30 Punkte ab. Sie sind gegen Pfeilangriffe immun. Außerdem reagieren sie weder auf von Bruder Tuck abgelegtes Bier noch auf Geld aus von Robin geworfenen Geldbeuteln.
Gepanzerte Reiter
Sie sind die stärksten Einheiten in der feindlichen Armee. Wenn sie nah an einem der Charaktere des Spielers vorbeireiten, werden 20 Punkte abgezogen. Auch sie zu besiegen ist mühselig und bringt oft ein Schwertkampfduell mit sich. Sie können ebenfalls nicht erschossen werden und nehmen weder Bier noch Geld auf. Außerdem lassen sie sich als einzige Einheit nicht k.o. schlagen (außer im Kampf) und auch nicht fesseln, und kommen, wenn sie im Kampf k.o. gegangen sind, am schnellsten wieder zu sich, denn sie liegen dann nicht auf dem Boden wie alle anderen, sondern sitzen noch auf ihrem Pferd. Erst wenn sie gestorben sind, fallen sie vom Pferd.
Grundsätzlich lassen sich alle oben genannten Einheiten in fünf Schwierigkeitsgrade unterteilen. Man erkennt diese an der Farbe der Rüstung (Blau = sehr leicht → Gelb → Orange → Rot → Schwarz = schwer, schwarze Soldaten bilden die Leibgarde Prinz Johns). Grüne Einheiten sind Soldaten von Sir Ranulph und Sir Godwin. In der ersten Mission, in der sie auftauchen, dürfen sie somit nicht getötet werden, sie kämpfen aber gegen Robin, da sie noch nicht wissen, dass er für König Richard kämpft. In allen nachfolgenden Missionen kämpfen sie an der Seite von Robin und seinen Gefährten. Tote und bewusstlose Soldaten können von Robin und Lady Marian ausgeraubt werden.

## Rezeption
GameStar vergab den Gold-Award. PC Games hob die detailreiche Grafik hervor. Die Bedienung sei leicht. Zahlreiche Komfortfunktionen helfen dem Spieler.